# Florea Ciorcilă
Florea Ciorcilă (ur. 22 maja 1944 w Micșunești-Moară, zm. w 1987) – rumuński zapaśnik walczący w stylu klasycznym. Srebrny medalista mistrzostw świata w 1966 roku.